# 龙梦柔
龙梦柔（日语： Ron Monrou，1995年7月31日—），土家族，来自湘西大山，中国女演员和歌手，於2015年3月1日在美国洛杉矶举办的CCTV-6《来吧灰姑娘》总决赛上夺得年度总冠军，备受媒体和观众关注。

## 主要经历
龙梦柔出生在中國湖南省湘西州古丈县断龙山乡百家村一个普通农民家庭，初中就读于古丈中学，高中在保靖县民族中学就读，2013年高中毕业的她考入上海海洋大学会计专业本科班。
2018年前往日本發展，因為長相酷似日本女星新垣結衣，而在日本網絡引起廣泛的討論和喜愛。
她给自己的微博取名“远方聂鲁达”。
由于她是小栗旬的粉丝，所以给自己起了小名“栗子”。

## 電影作品
- 鋼之鍊金術師 完結篇 復仇者斯卡（2022年5月20日）：飾演 張梅
- 鋼之鍊金術師 完結篇 最後的鍊成（2022年6月24日）：飾演 張梅

## 音乐作品
- 2014年12月 原创单曲《灯塔》
- 2015年3月  原创单曲《绽放》

## 影视作品
- 2015年3月 微电影《让爱靠近一点》
- 2020年 《雙層公寓：東京2019-2020》

## 广告代言
- 2015年3月 美宝莲中国区形象代言人